# Lineare und kollaterale Verwandtschaft
Lineare Verwandtschaft (lateinisch linea „Linie“) bezeichnet alle Vorfahren einer Person, von denen sie in „gerader Linie“ direkt abstammt, sowie alle ihre eigenen Nachkommen – zur kollateralen (con „zusammen“, lateralis „seitlich“) oder Seitenverwandtschaft gehören alle Geschwister der Person sowie alle Geschwister ihrer direkten Vorfahren (beispielsweise alle Tanten), samt deren Nachkommenschaft. Beispiel: Der Vater der eigenen Mutter ist ein linearer Verwandter, weil man von ihm abstammt; der Bruder der eigenen Mutter (Onkel) ist ein Seitenverwandter, da man nicht von ihm abstammt.

Das folgende Schaubild zeigt mittig die gradlinigen Vor- und Nachfahren einer Person (in grün, mit durchgezogenen Linien verbunden), während alle anderen mit der Person indirekt verwandt sind, weil sie von denen nicht abstammt (seitlich angeordnet in gelb):
|                                    |                                    |                                    |                                    |                                    |                                    |                                    |                                    |                                  |                                  |                             |                             |                             |                             |                               |                               |                               |                               |                               |                               |                         |                         |                         |                         |                                  |                                  |                                    |                                    |                                    |                                    |                                    |                                    |                                    |                                    |  |  |  |  |  |  |  |  |  |  |  |  |  |  |  |  |  |  |  |  |  |  |  |  |  |  |  |  |  |  |
|                                    |                                    |                                    |                                    |                                    |                                    |                                    |                                    |                                  |                                  |                             |                             |                             |                             |                               |                               |                               |                               |                               |                               |                         |                         |                         |                         |                                  |                                  |                                    |                                    |                                    |                                    |                                    |                                    |                                    |                                    |  |  |  |  |  |  |  |  |  |  |  |  |  |  |  |  |  |  |  |  |  |  |  |  |  |  |  |  |  |  |
|                                    |                                    | Großtanten/-onkel = seitenverwandt | Großtanten/-onkel = seitenverwandt | Großtanten/-onkel = seitenverwandt | Großtanten/-onkel = seitenverwandt | Großtanten/-onkel = seitenverwandt | Großtanten/-onkel = seitenverwandt |                                  |                                  | Großeltern                  | Großeltern                  | Großeltern                  | Großeltern                  | Großeltern                    | Großeltern                    |                               |                               | Großeltern                    | Großeltern                    | Großeltern              | Großeltern              | Großeltern              | Großeltern              |                                  |                                  | Großtanten/-onkel = seitenverwandt | Großtanten/-onkel = seitenverwandt | Großtanten/-onkel = seitenverwandt | Großtanten/-onkel = seitenverwandt | Großtanten/-onkel = seitenverwandt | Großtanten/-onkel = seitenverwandt |                                    |                                    |  |  |  |  |  |  |  |  |  |  |  |  |  |  |  |  |  |  |  |  |  |  |  |  |  |  |  |  |  |  |
|                                    |                                    | Großtanten/-onkel = seitenverwandt | Großtanten/-onkel = seitenverwandt | Großtanten/-onkel = seitenverwandt | Großtanten/-onkel = seitenverwandt | Großtanten/-onkel = seitenverwandt | Großtanten/-onkel = seitenverwandt |                                  |                                  | Großeltern                  | Großeltern                  | Großeltern                  | Großeltern                  | Großeltern                    | Großeltern                    |                               |                               | Großeltern                    | Großeltern                    | Großeltern              | Großeltern              | Großeltern              | Großeltern              |                                  |                                  | Großtanten/-onkel = seitenverwandt | Großtanten/-onkel = seitenverwandt | Großtanten/-onkel = seitenverwandt | Großtanten/-onkel = seitenverwandt | Großtanten/-onkel = seitenverwandt | Großtanten/-onkel = seitenverwandt |                                    |                                    |  |  |  |  |  |  |  |  |  |  |  |  |  |  |  |  |  |  |  |  |  |  |  |  |  |  |  |  |  |  |
|                                    |                                    |                                    |                                    |                                    |                                    |                                    |                                    |                                  |                                  |                             |                             |                             |                             |                               |                               |                               |                               |                               |                               |                         |                         |                         |                         |                                  |                                  |                                    |                                    |                                    |                                    |                                    |                                    |                                    |                                    |  |  |  |  |  |  |  |  |  |  |  |  |  |  |  |  |  |  |  |  |  |  |  |  |  |  |  |  |  |  |
|                                    |                                    | Onkel, Tanten = seitenverwandt     | Onkel, Tanten = seitenverwandt     | Onkel, Tanten = seitenverwandt     | Onkel, Tanten = seitenverwandt     | Onkel, Tanten = seitenverwandt     | Onkel, Tanten = seitenverwandt     |                                  |                                  | Mutter                      | Mutter                      | Mutter                      | Mutter                      | Mutter                        | Mutter                        |                               |                               | Vater                         | Vater                         | Vater                   | Vater                   | Vater                   | Vater                   |                                  |                                  | Onkel, Tanten = seitenverwandt     | Onkel, Tanten = seitenverwandt     | Onkel, Tanten = seitenverwandt     | Onkel, Tanten = seitenverwandt     | Onkel, Tanten = seitenverwandt     | Onkel, Tanten = seitenverwandt     |                                    |                                    |  |  |  |  |  |  |  |  |  |  |  |  |  |  |  |  |  |  |  |  |  |  |  |  |  |  |  |  |  |  |
|                                    |                                    | Onkel, Tanten = seitenverwandt     | Onkel, Tanten = seitenverwandt     | Onkel, Tanten = seitenverwandt     | Onkel, Tanten = seitenverwandt     | Onkel, Tanten = seitenverwandt     | Onkel, Tanten = seitenverwandt     |                                  |                                  | Mutter                      | Mutter                      | Mutter                      | Mutter                      | Mutter                        | Mutter                        |                               |                               | Vater                         | Vater                         | Vater                   | Vater                   | Vater                   | Vater                   |                                  |                                  | Onkel, Tanten = seitenverwandt     | Onkel, Tanten = seitenverwandt     | Onkel, Tanten = seitenverwandt     | Onkel, Tanten = seitenverwandt     | Onkel, Tanten = seitenverwandt     | Onkel, Tanten = seitenverwandt     |                                    |                                    |  |  |  |  |  |  |  |  |  |  |  |  |  |  |  |  |  |  |  |  |  |  |  |  |  |  |  |  |  |  |
| Cousins, Cousinen = seitenverwandt | Cousins, Cousinen = seitenverwandt | Cousins, Cousinen = seitenverwandt | Cousins, Cousinen = seitenverwandt | Cousins, Cousinen = seitenverwandt | Cousins, Cousinen = seitenverwandt |                                    |                                    | Schwestern = seitenverwandt      | Schwestern = seitenverwandt      | Schwestern = seitenverwandt | Schwestern = seitenverwandt | Schwestern = seitenverwandt | Schwestern = seitenverwandt | Person (Ego, Proband)         | Person (Ego, Proband)         | Person (Ego, Proband)         | Person (Ego, Proband)         | Person (Ego, Proband)         | Person (Ego, Proband)         | Brüder = seitenverwandt | Brüder = seitenverwandt | Brüder = seitenverwandt | Brüder = seitenverwandt | Brüder = seitenverwandt          | Brüder = seitenverwandt          |                                    |                                    | Cousins, Cousinen = seitenverwandt | Cousins, Cousinen = seitenverwandt | Cousins, Cousinen = seitenverwandt | Cousins, Cousinen = seitenverwandt | Cousins, Cousinen = seitenverwandt | Cousins, Cousinen = seitenverwandt |  |  |  |  |  |  |  |  |  |  |  |  |  |  |  |  |  |  |  |  |  |  |  |  |  |  |  |  |  |  |
| Cousins, Cousinen = seitenverwandt | Cousins, Cousinen = seitenverwandt | Cousins, Cousinen = seitenverwandt | Cousins, Cousinen = seitenverwandt | Cousins, Cousinen = seitenverwandt | Cousins, Cousinen = seitenverwandt |                                    |                                    | Schwestern = seitenverwandt      | Schwestern = seitenverwandt      | Schwestern = seitenverwandt | Schwestern = seitenverwandt | Schwestern = seitenverwandt | Schwestern = seitenverwandt | Person (Ego, Proband)         | Person (Ego, Proband)         | Person (Ego, Proband)         | Person (Ego, Proband)         | Person (Ego, Proband)         | Person (Ego, Proband)         | Brüder = seitenverwandt | Brüder = seitenverwandt | Brüder = seitenverwandt | Brüder = seitenverwandt | Brüder = seitenverwandt          | Brüder = seitenverwandt          |                                    |                                    | Cousins, Cousinen = seitenverwandt | Cousins, Cousinen = seitenverwandt | Cousins, Cousinen = seitenverwandt | Cousins, Cousinen = seitenverwandt | Cousins, Cousinen = seitenverwandt | Cousins, Cousinen = seitenverwandt |  |  |  |  |  |  |  |  |  |  |  |  |  |  |  |  |  |  |  |  |  |  |  |  |  |  |  |  |  |  |
|                                    |                                    |                                    |                                    | Neffen, Nichten = seitenverwandt   | Neffen, Nichten = seitenverwandt   | Neffen, Nichten = seitenverwandt   | Neffen, Nichten = seitenverwandt   | Neffen, Nichten = seitenverwandt | Neffen, Nichten = seitenverwandt |                             |                             |                             |                             | Kinder Kindeskinder… = linear | Kinder Kindeskinder… = linear | Kinder Kindeskinder… = linear | Kinder Kindeskinder… = linear | Kinder Kindeskinder… = linear | Kinder Kindeskinder… = linear |                         |                         |                         |                         | Neffen, Nichten = seitenverwandt | Neffen, Nichten = seitenverwandt | Neffen, Nichten = seitenverwandt   | Neffen, Nichten = seitenverwandt   | Neffen, Nichten = seitenverwandt   | Neffen, Nichten = seitenverwandt   |                                    |                                    |                                    |                                    |  |  |  |  |  |  |  |  |  |  |  |  |  |  |  |  |  |  |  |  |  |  |  |  |  |  |  |  |  |  |
|                                    |                                    |                                    |                                    | Neffen, Nichten = seitenverwandt   | Neffen, Nichten = seitenverwandt   | Neffen, Nichten = seitenverwandt   | Neffen, Nichten = seitenverwandt   | Neffen, Nichten = seitenverwandt | Neffen, Nichten = seitenverwandt |                             |                             |                             |                             | Kinder Kindeskinder… = linear | Kinder Kindeskinder… = linear | Kinder Kindeskinder… = linear | Kinder Kindeskinder… = linear | Kinder Kindeskinder… = linear | Kinder Kindeskinder… = linear |                         |                         |                         |                         | Neffen, Nichten = seitenverwandt | Neffen, Nichten = seitenverwandt | Neffen, Nichten = seitenverwandt   | Neffen, Nichten = seitenverwandt   | Neffen, Nichten = seitenverwandt   | Neffen, Nichten = seitenverwandt   |                                    |                                    |                                    |                                    |  |  |  |  |  |  |  |  |  |  |  |  |  |  |  |  |  |  |  |  |  |  |  |  |  |  |  |  |  |  |

Zur direkten Linie können auch adoptierte oder vaterschaftlich anerkannte Personen gehören. Seitenverwandt sind alle Brüder, Schwestern, Onkel, Tanten, Großonkel, Großtanten und so weiter zurückgehend, samt deren Kindern und Kindeskindern (Enkeln), also sämtliche Cousins, Cousinen, Neffen, Nichten und so fort, sowohl vater- wie mutterseitig (patri- und matrilateral).
Zu eigenen Kindern und ihren Nachkommen besteht immer eine lineare Verwandtschaft, da sie alle von einem selbst abstammen (siehe Elternschaft). Seitenverwandtschaft besteht zwischen allen Blutsverwandten, die weder in aufsteigender noch in absteigender Linie voneinander abstammen, auch als indirekte Blutsverwandtschaft bezeichnet. Ein Sonderfall tritt ein, wenn Seitenverwandte gemeinsame Kinder zeugen, weil dabei neue lineare Verwandtschaften in gerader Linie entstehen (siehe Urgroßeltern als Beispiel 30 linearer Vorfahren und zur Erklärung von Ahnenschwund wegen Verwandtenheirat, Beispiel: Cousinen- und Onkel-Nichte-Ehen im spanischen Königshaus).
 Bedeutung der Verwandtschaftsarten
Die Unterscheidung in gerade und seitliche Linie spielt eine wichtige Rolle im deutschen Ehe- und Erbrecht.
Zu selbst ausgesuchten linearen und seitlichen Verwandten pflegt jede Person ihr eigenes soziales Netzwerk, nach eigenen Vorlieben und sozialen Erwartungen. Diese gemischte Verwandtschaftsgruppe (ethnologisch: Kindred) kommt bei Geburten, Heiraten, Beerdigungen oder anderen Übergangsritualen zusammen.
Manche der weltweit erfassten 1300 Ethnien und indigenen Völker unterscheiden nicht zwischen linearen und kollateralen Verwandten. Dass eine solche Aufteilung von früheren Ethnologen als „naturgegeben“ unterstellt wurde, kritisiert die neuere Ethnologie (Völkerkunde) als „euro-zentristische Sichtweise“: Europäer und US-Amerikaner sähen das als „menschliche Natur“ an, aber es gebe „nichts Natürliches“ an der Unterscheidung zwischen direkten und seitlichen Verwandten.
Innerhalb der Seitenverwandtschaft unterscheidet die Ethnologie bei ihrer Untersuchung verschiedener Gesellschaften auch zwischen Kreuz- und Parallel-Verwandtschaft, vor allem in Bezug auf die Brüder der Eltern. So kann der Bruder des Vaters (parallel, weil gleichen Geschlechts) bei vielen Völkern eine wichtige soziale Bedeutung haben, wie auch seine Kinder (Parallelcousins und -cousinen). In anderen Kulturen spielt der Bruder der Mutter (entgegengesetzten Geschlechts) eine wichtige Rolle, zusammen mit seinen Kindern (Kreuzcousinen und -cousins).
 Einlinige Abstammungen
Die Linearität von Verwandtschaft, auch Linealität genannt, spielt ethnologisch eine wichtige Rolle bei einlinigen Abstammungsregeln (unilineare Deszendenz) für die Erbnachfolge:
- Patri-Linearität: nur über die Väterlinie (46 % aller Ethnien; siehe auch Stammlinien)
- Matri-Linearität: nur über die Mütterlinie (13 %)
- Bi-Linearität: doppelt, über beide Linien, je eine nach sozialem Zusammenhang (4 %)
- Ambi-Linearität: eine selbst gewählte, von der Mutter oder vom Vater übernommene gemischte Linie (4 %)
- Parallele Linearität: die Mutter überträgt ihre Linie an Töchter, der Vater seine an Söhne (1 %)

Im größten Teil der westlichen Welt sowie bei 28 % der weltweit 1300 Ethnien gilt die Abstammung und Erbnachfolge von beiden Elternteilen und ihren Linien (bilateral-kognatisch).